# West African Postal Conference
La West African Postal Conference o WAPC, designata anche in lingua francese Conference des Posts de L'Afrique de L'Ouest o CPAO, è un'organizzazione internazionale istituita nel 2001 per armonizzare i rapporti e trovare sinergie comuni tra servizi postali nelle nazioni dell'Africa Occidentale. Ne sono membri:
- Benin - La Poste du Bénin
- Burkina Faso - SONAPOST
- Costa d'Avorio - La Poste
- Ghana - Ghana Post
- Mali - Office national des postes du Mali
- Niger - Niger Poste
- Nigeria - Nigerian Postal Service
- Senegal - La Poste Senegal
- Togo - La Poste du Togo